# E-Prix de Santiago
El e-Prix de Santiago fue una carrera anual de monoplazas eléctricos del campeonato mundial de Fórmula E, celebrada en Santiago de Chile . Se disputó tres veces desde su debut en la temporada 2017-18: en 2018, 2019 y 2020.

## Resultados
| Edición | Ganador            | Equipo                    | Circuito                       | Temporada |
| ------- | ------------------ | ------------------------- | ------------------------------ | --------- |
| 2018    | Jean-Éric Vergne   | Techeetah                 | Circuito callejero de Santiago | 2017-18   |
| 2019    | Sam Bird           | Envision Virgin Racing    | Circuito del parque O'Higgins  | 2018-19   |
| 2020    | Maximilian Günther | BMW i Andretti Motorsport | Circuito del parque O'Higgins  | 2019-20   |

## Trazados
|                           |
| 2018 (Circuito callejero) |

|                         |
| 2019 (Parque O'Higgins) |

|                         |
| 2020 (Parque O'Higgins) |